# Musée d'Art d'Oulu
Le Musée d'art d'Oulu (en finnois : Oulun taidemuseo) est un musée d'art contemporain situé dans le quartier de Myllytulli du centre d'Oulu en Finlande.

## Histoire
Le bâtiment conçu par Birger Federley est construit en 1921.

## Galerie

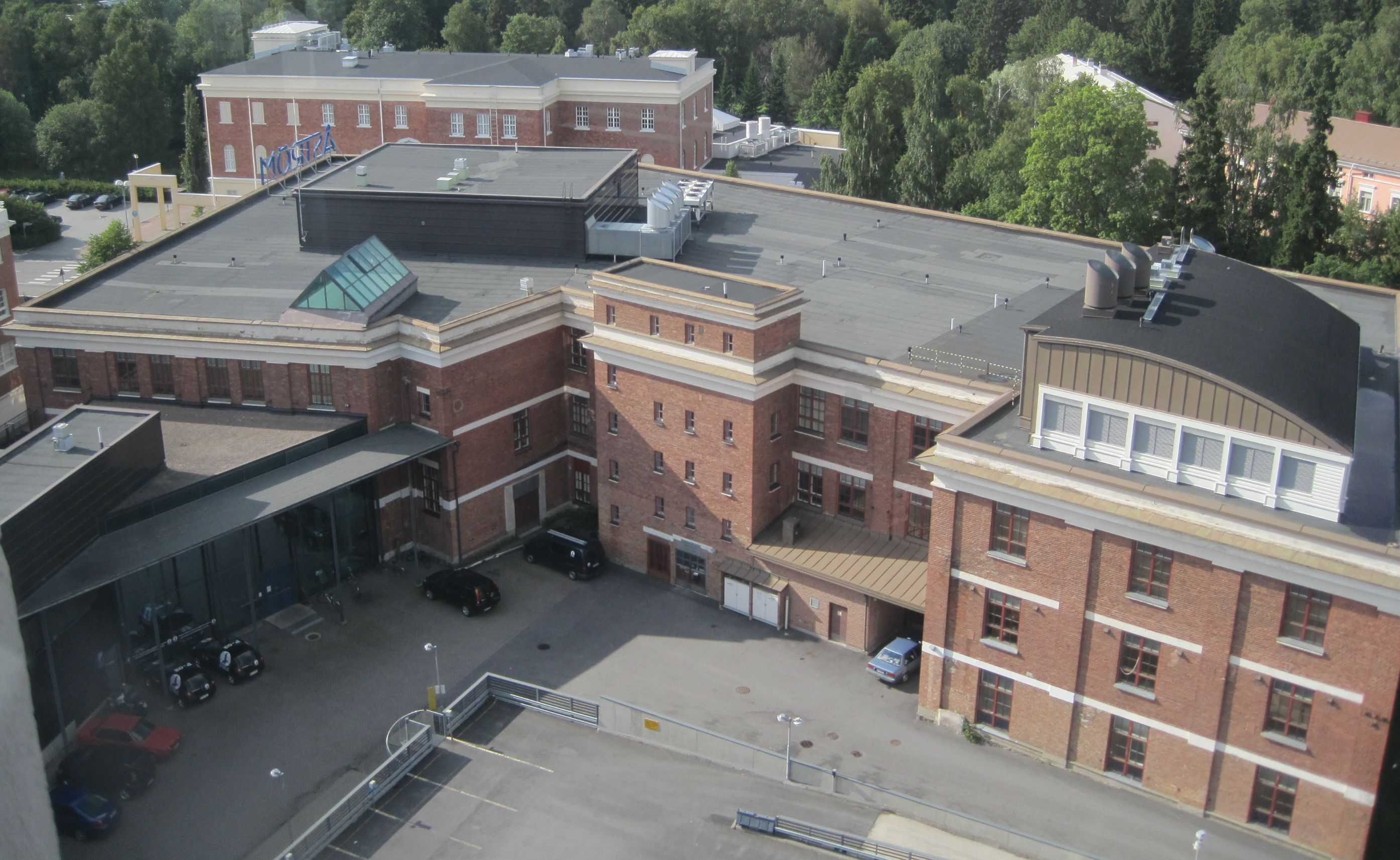
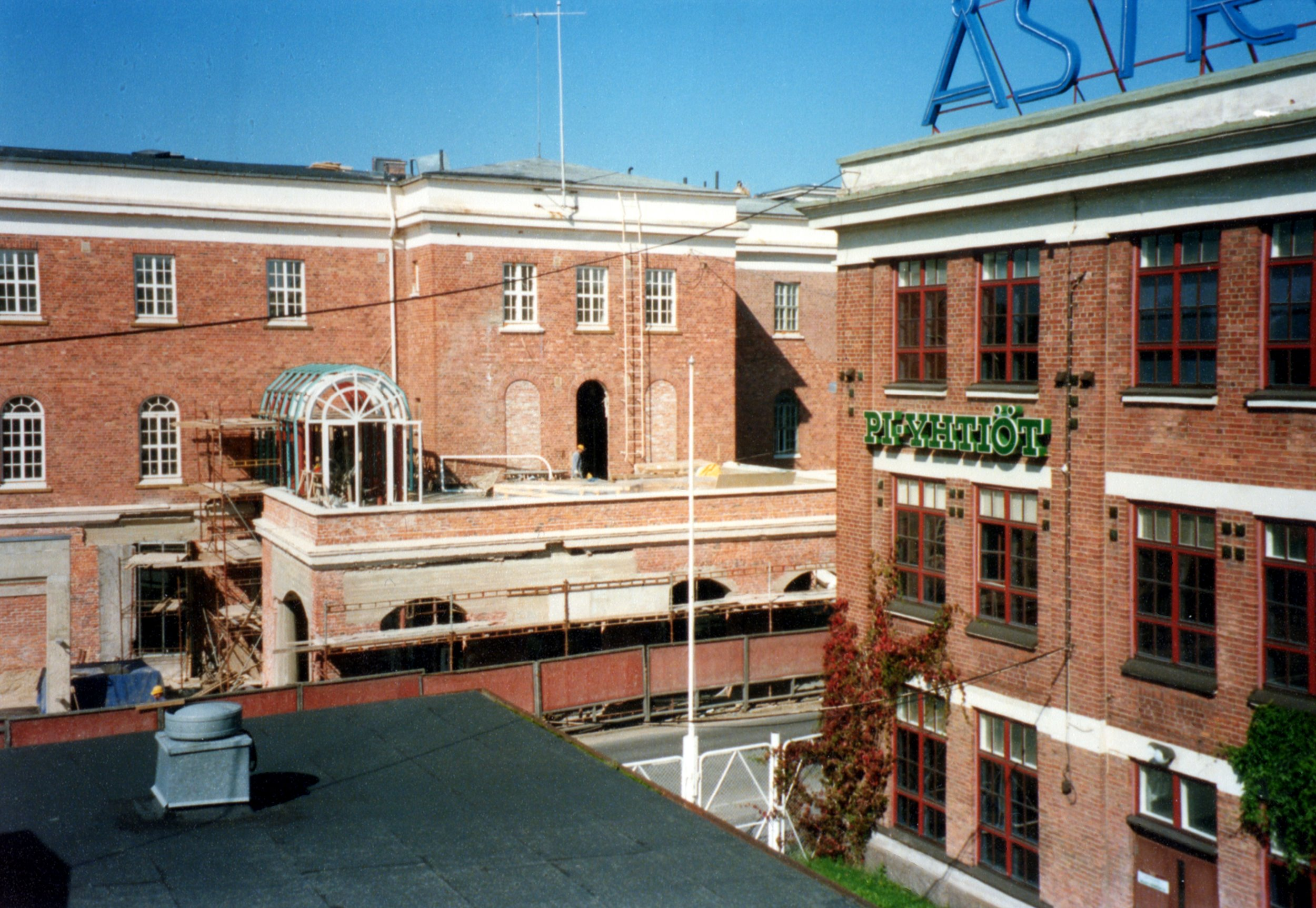
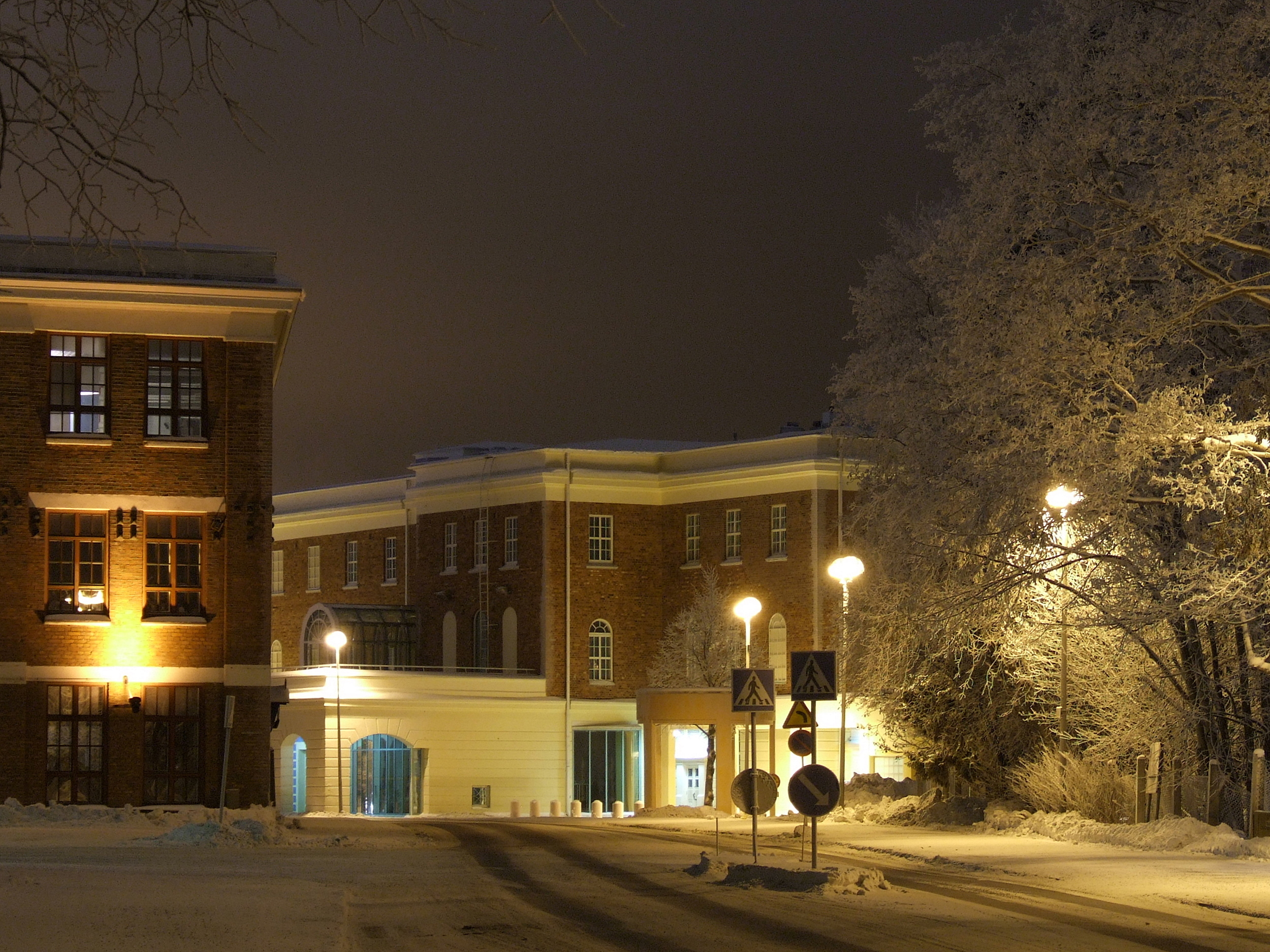
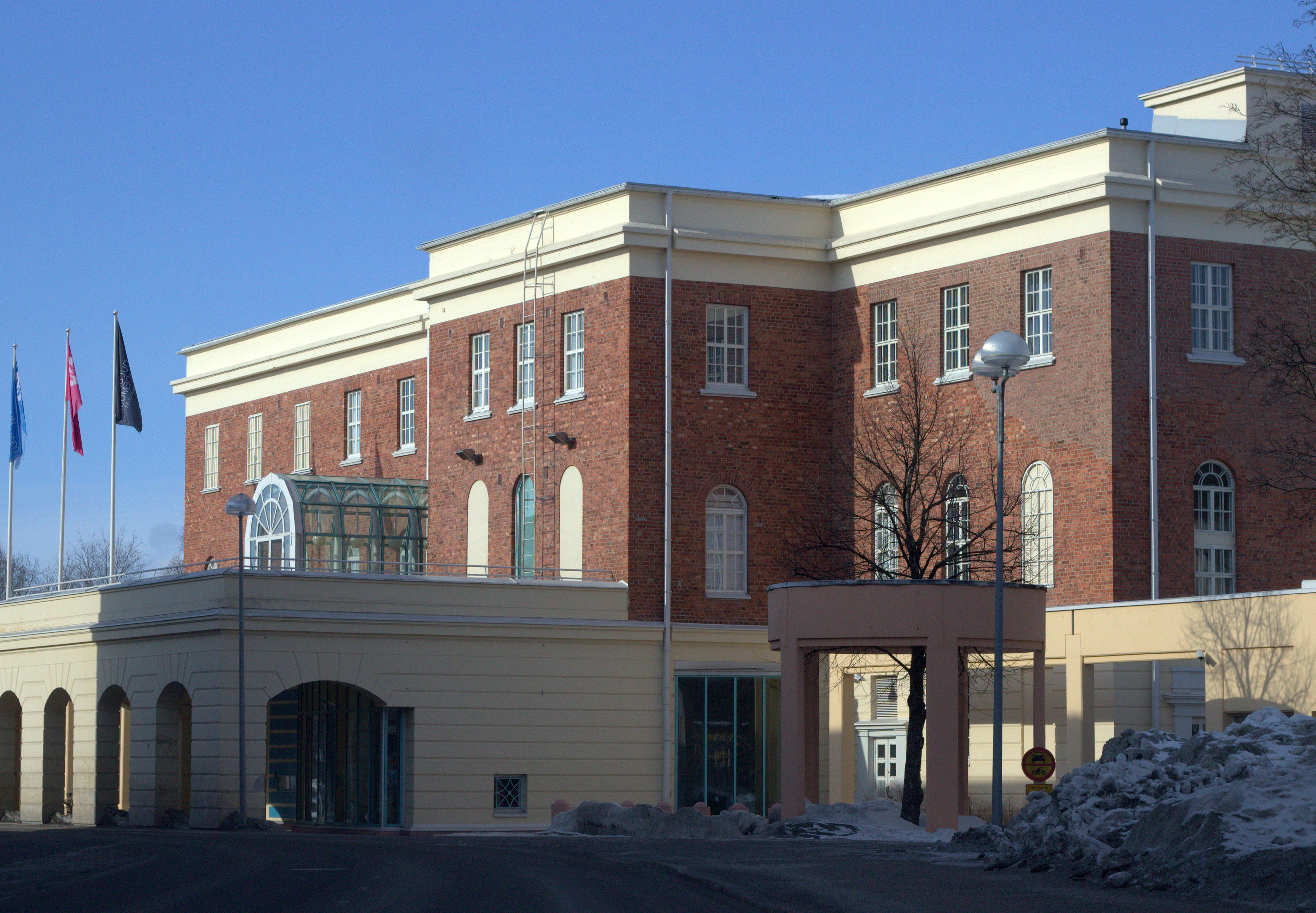